# Taras Trędowatego Króla

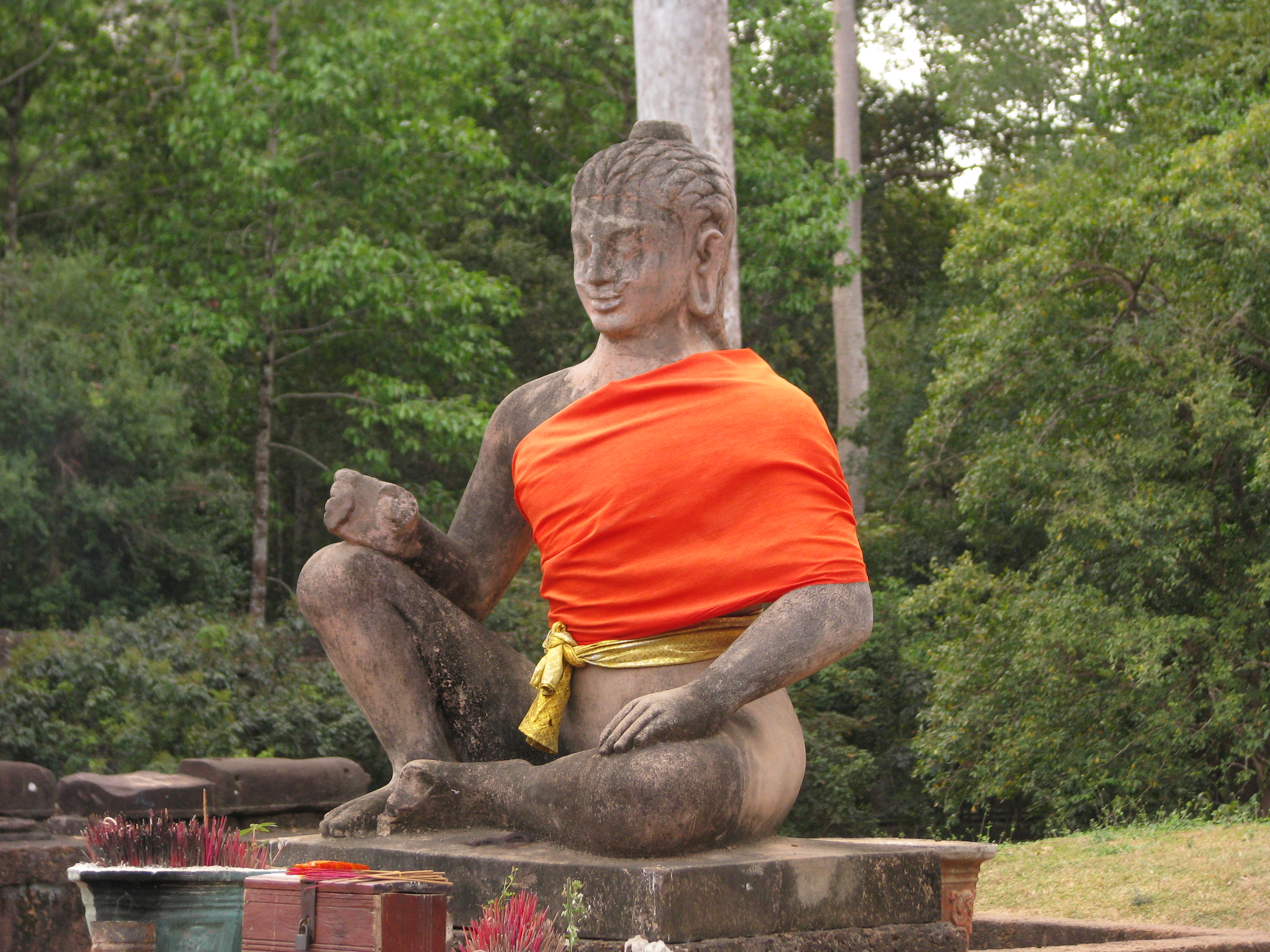
Ołtarz Trędowatego Króla – część obiektu

Taras Trędowatego Króla (khm. Preah Lean Sdach Kumlung) – część miasta Angkor Thom w Kambodży, która znajduje się w północno-zachodnim rogu Placu Królewskiego.
Został zbudowany w stylu Bajon za panowania Dżajawarmana VII, chociaż jego współczesna nazwa pochodzi od odkrytej na tym miejscu rzeźby z VIII wieku.
Posąg został nazwany „Trędowatym Królem”, ponieważ przebarwienia i porastający go mech przypominały osobę chorą na trąd, a także z powodu kambodżańskiego przekazu o angkorańskim królu Jaszowarmanie I, który miał trąd.

## Dziedzictwo
Ostatnią sztuką Yukio Mishimy przed śmiercią w 1970 roku był The Terrace of the Leper King. Spektakl opowiada o królu Dżajawarmanie VII, który triumfalnie wraca ze swojej bitwy z Czamami i zleca budowę świątyni Bajo. Po ogłoszeniu projektu na zdrowej dotąd skórze króla zaczynają pojawiać się pierwsze oznaki trądu. Jego trąd rozprzestrzenia się szybko wraz z postępami w budowie świątyni; król w końcu traci wzrok i umiera tuż po zakończeniu budowy świątyni.

## Galeria

Taras Trędowatego Króla
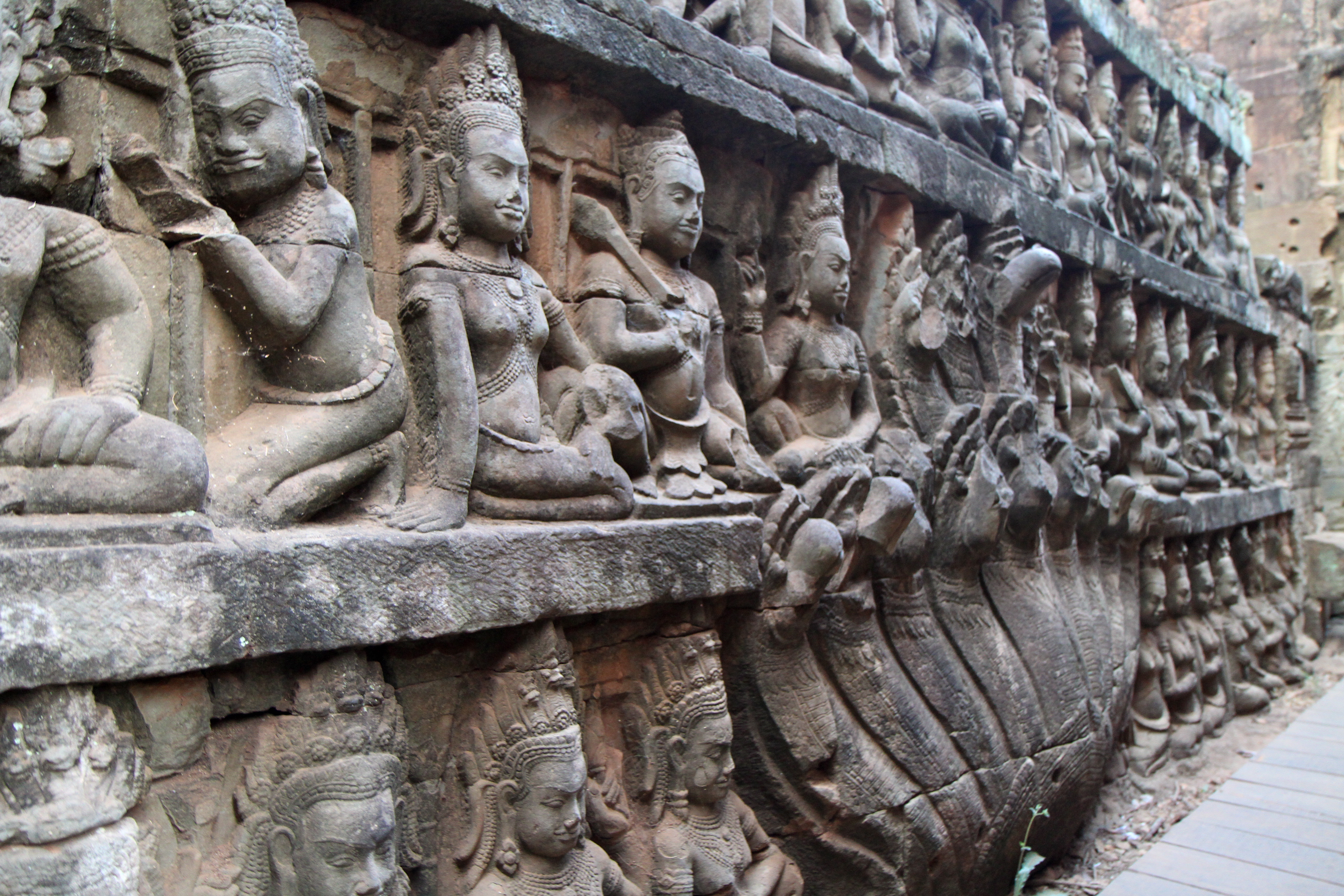
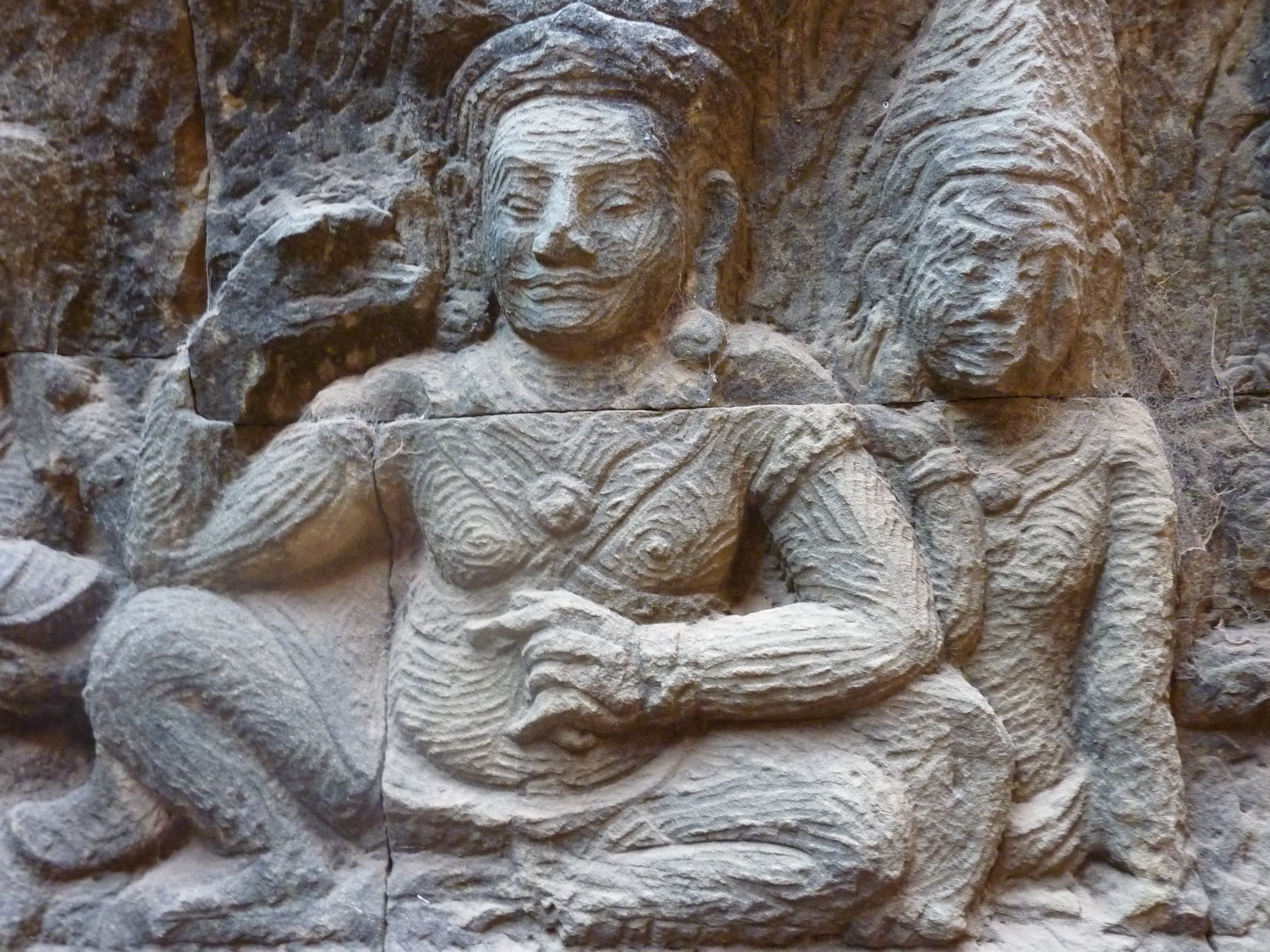
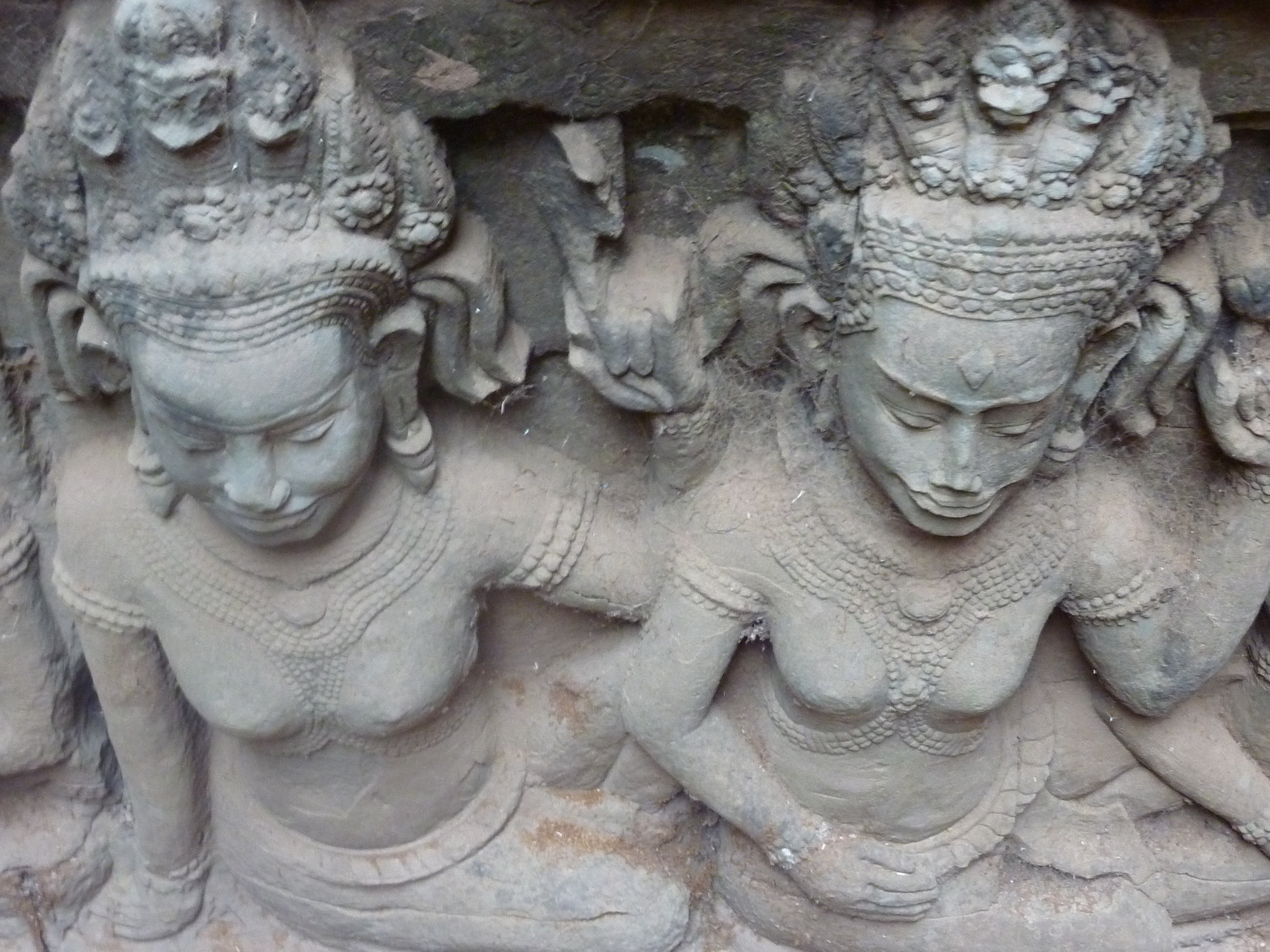
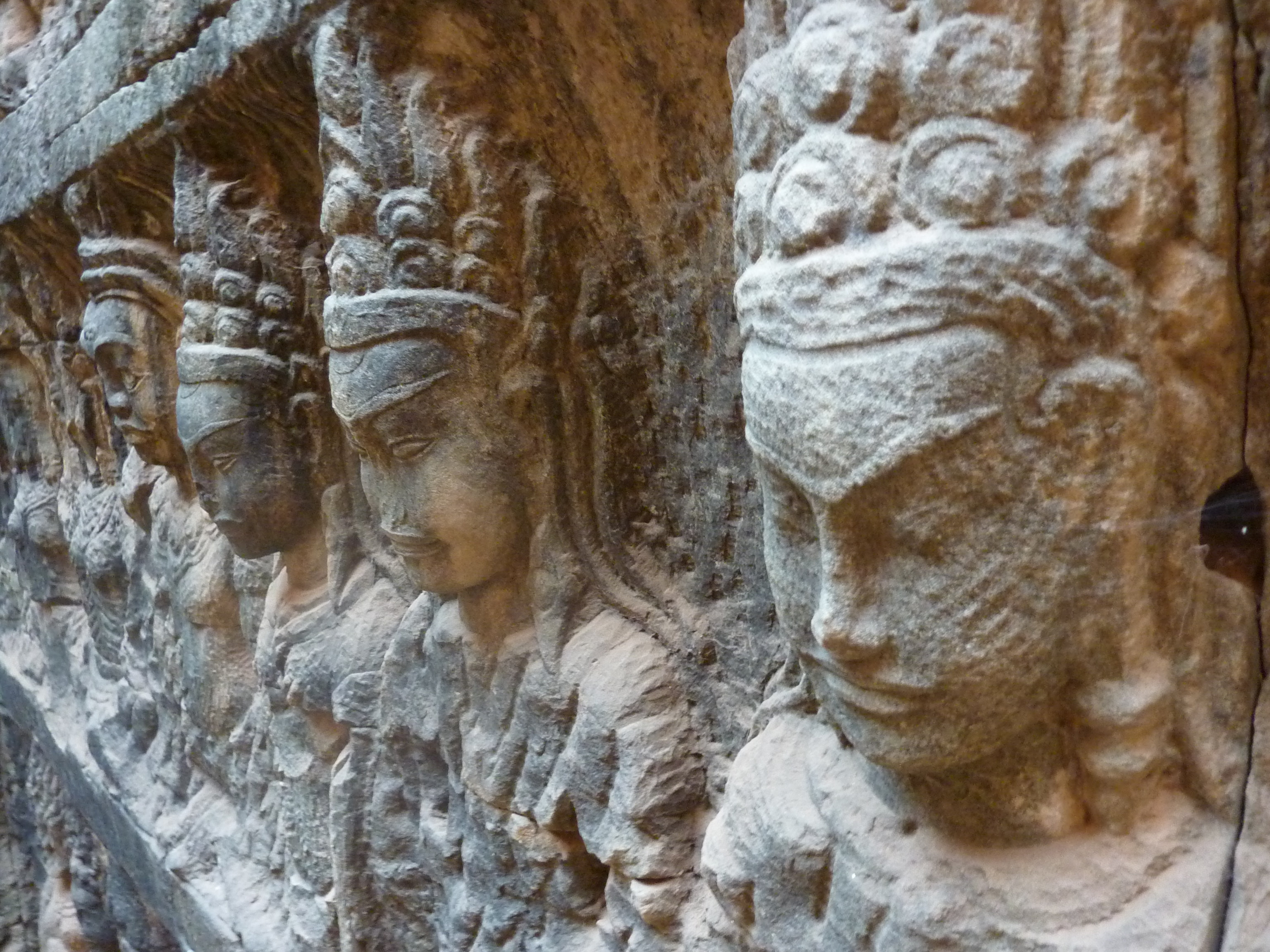
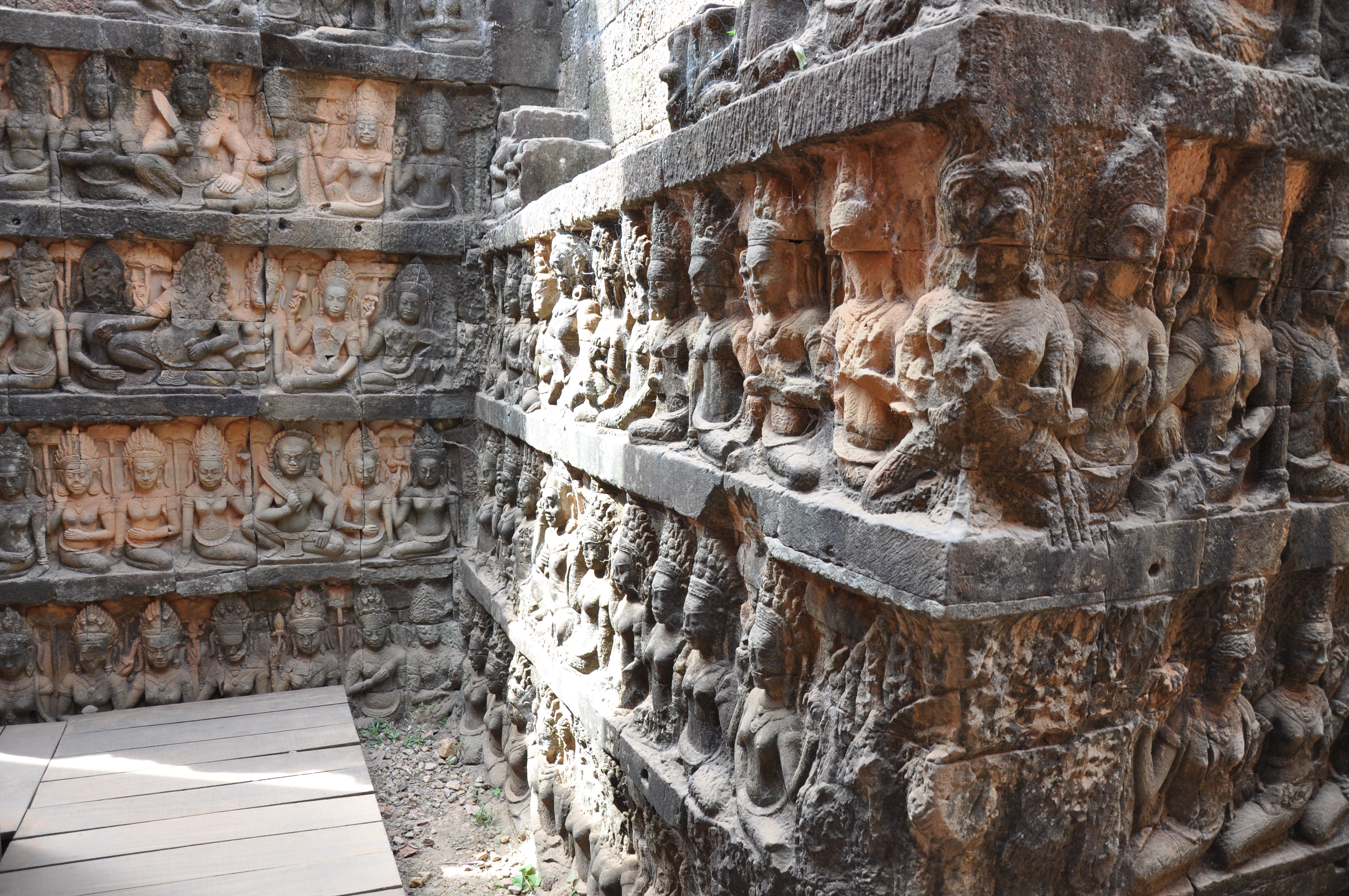
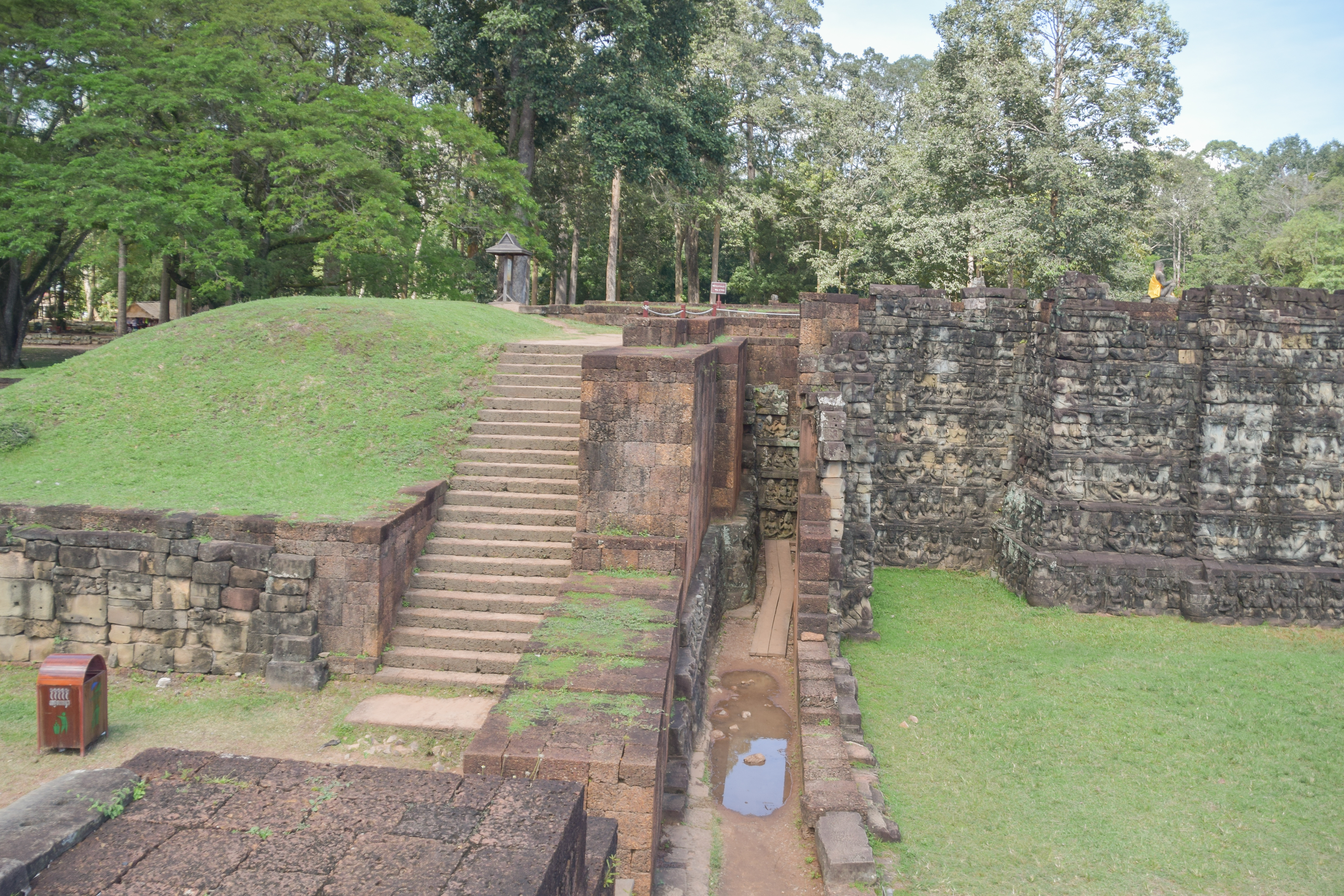
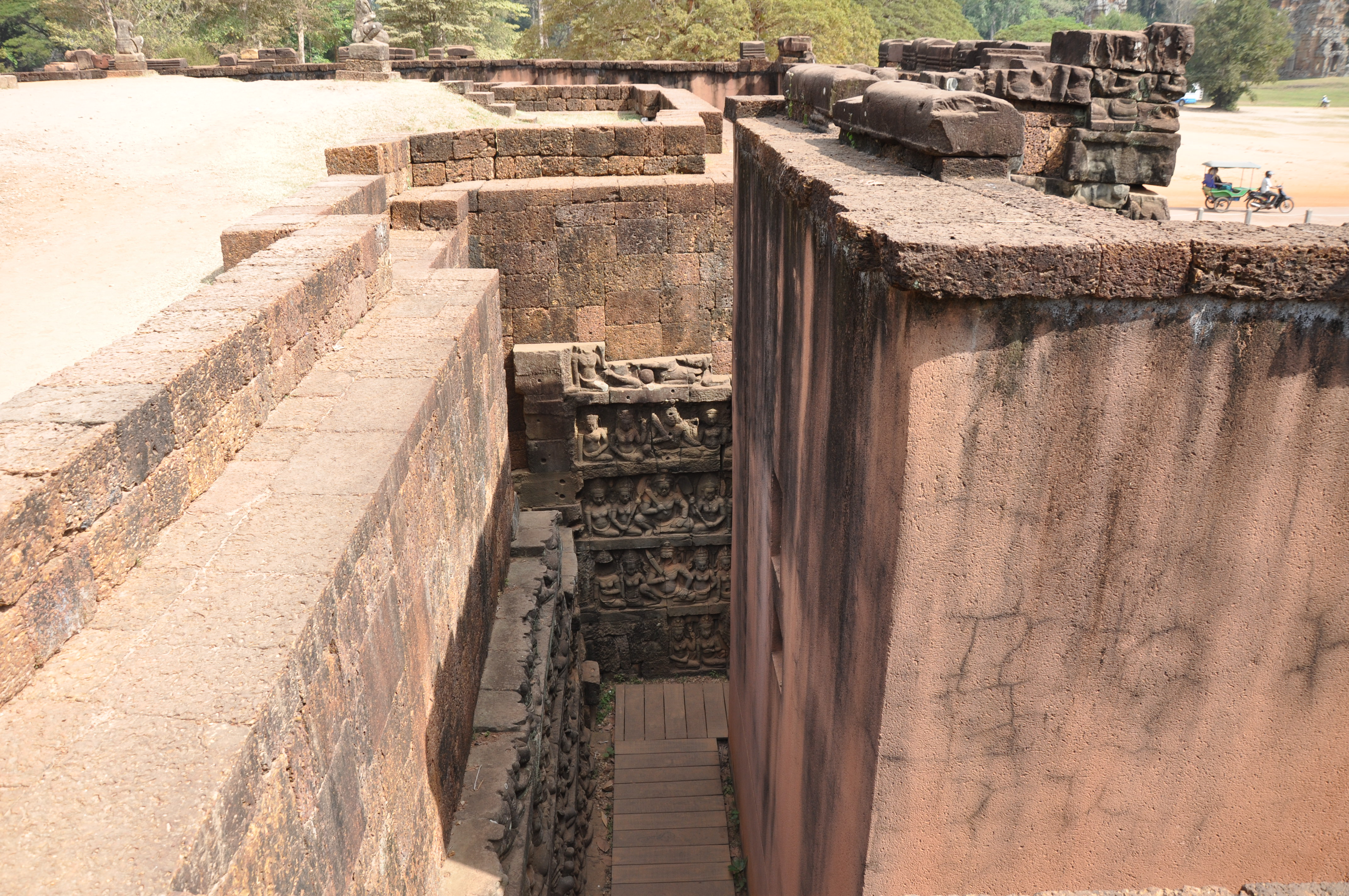
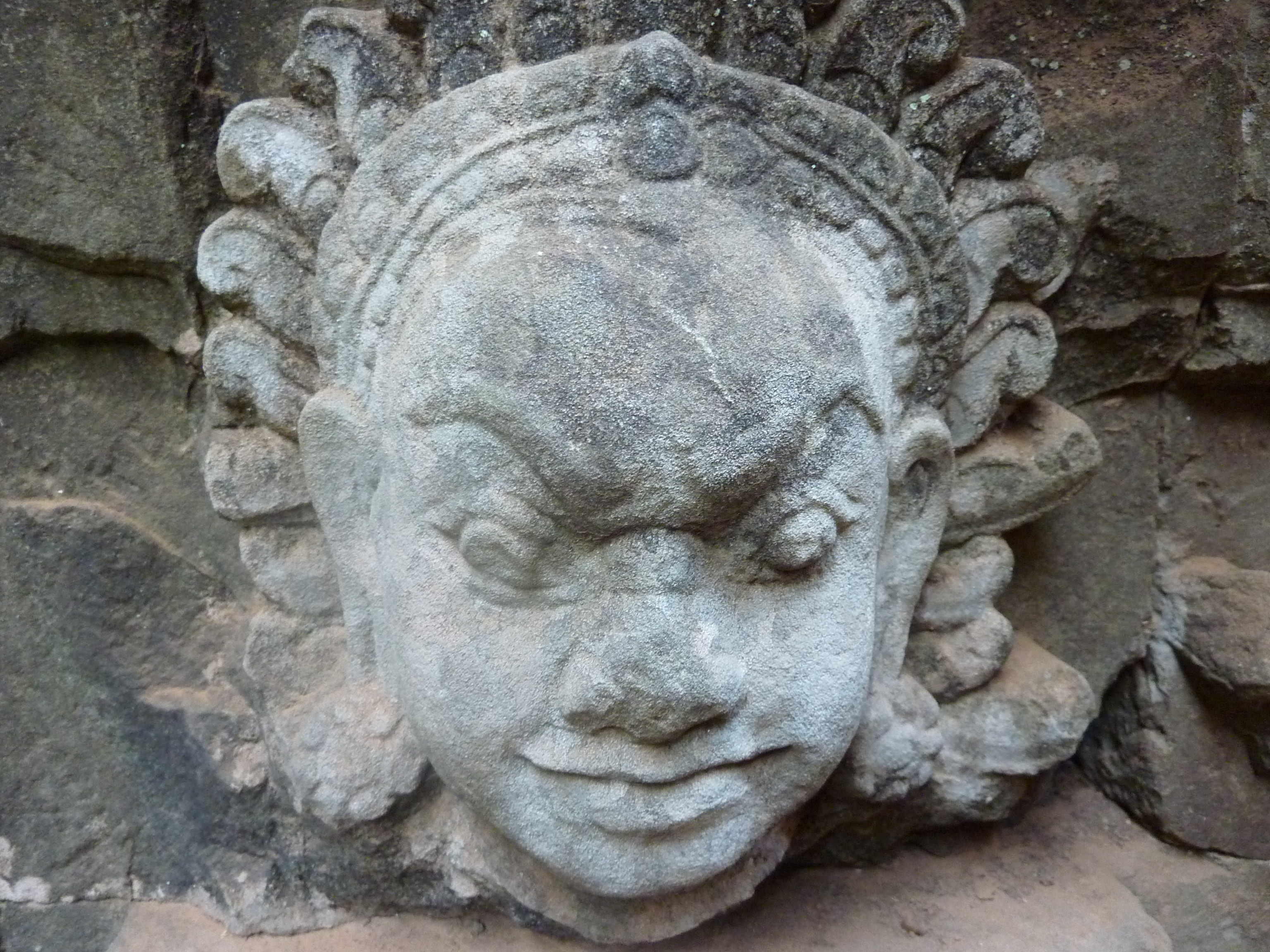